# Guerra de Burgundia

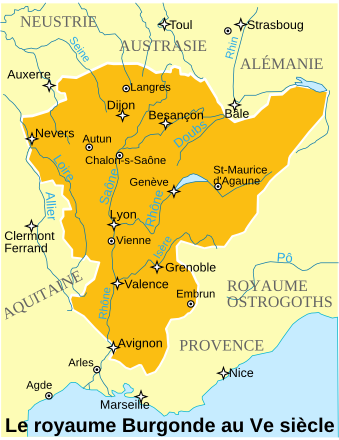
Burgundia en el siglo V.

La guerra Burgundia de los años 523 y 524 fue un enfrentamiento militar entre los francos, por un lado, y los burgundios, en el otro lado, cuyos orígenes —además de la ambición de expansión de los francos— se pueden encontrar sobre todo en las controversias internas en la propia familia real burgundia.

## Antecedentes
Clotilde, la segunda esposa de Clodoveo I y madre de sus sucesores, Clodomiro, Childeberto I y Clotario I, estaba deseosa largo tiempo de vengar a su padre, Chilperico II de Burgundia. En el año 493, Chilperico había sido asesinado por su hermano Gundobaldo, que además ahogó a su esposa, Caretena, y exilió a sus dos hijas, Crona y Clotilde. Crona se convirtió en monja y Clotilde hubo de huir con su tío, Godegisilo. Cuando el rey franco Clodoveo I pidió su mano en matrimonio, Gundobaldo no pudo rechazarle. 
Clodoveo y Godegisilo se aliaron contra Gundobaldo en una larga guerra civil, que duró bastantes años y que finalizó en el 500 con la derrota de Gundebaldo en Dijon frente a Clodoveo. A pesar de ello, al año siguiente, Gundebaldo logró rehacerse y reconquistar el reino, prometiéndole también un tributo anual a Clodoveo. A continuación, asesinó a Godegisilo en Vienne y lo reemplazó por su hijo Segismundo. Gundebaldo reinó solo hasta su muerte en 516. Hizo la paz con los francos, se convirtió al catolicismo y murió pacíficamente, siendo sucedido por su hijo Segismundo.

## Historia
La guerra comienza en el año 523, a instancias de Clotilde, que ve llegado el momento de recuperar los reinos de su padre y tío, cuando el hijo de Segismundo, Sigerico, fue asesinado por su propio padre para eliminarle de la sucesión real. Segismundo, entonces ya viudo, había tenido ese hijo con su mujer ostrogoda, hija de Teodorico el Grande: la alianza entre los burgundios y los ostrogodos estaba en crisis.
Los tres hijos de Clodoveo —su medio hermano Teodorico I no se unió a la contienda, quizás por estar casado con una hija de Segismundo— organizaron una expedición contra los burgundios, derrotando al rey Segismundo y apoderándose de su reino. Una vez acabada la expedición y el infractor y su familia cautivos, los tres hermanos regresaron a sus reinos, dejando una guarnición en el lugar. 
Sin embargo, el hermano de Segismundo, Gundemaro III, regresó triunfalmente a Burgundia a la cabeza de las tropas enviadas por su aliado y pariente, Teodorico el Grande. Allí, hizo masacrar a la guarnición que habían dejado los francos. 
Clodomiro, que había vuelto a Orleans, la capital de su reino, hizo entonces matar a Segismundo y a sus dos hijos: Gisald y Gondebaud, el 1 de mayo de 524. Luego, a la cabeza de las tropas francas, se embarcó en una segunda expedición contra los burgundios y sus aliados ostrogodos. Durante esa segunda expedición, el 25 de junio de ese mismo año, Clodomiro perdió la vida en la batalla de Vézeronce. Sus tres hijos fueron recogidos por su madre, hasta que se casó con Clotario I, que los hizo matar, quedando vivo solo Clodoaldo, porque huyó. Este, mejor conocido con el nombre de Saint Cloud, se hizo abad de Nogent prefiriendo renunciar a su cabellera, símbolo de la realeza, antes que a la vida. 
Los francos se retiraron de Burgundia en ese momento y dieron por finalizada temporalmente la lucha. Después de la muerte de Teodorico, en agosto de 526, los francos se volvieron contra los burgundios, de 526 a 532, cuando éstos finalmente perdieron la batalla de Autun y también, y para siempre, su independencia política.